# Entomopter
Entomopter – statek powietrzny z napędzanymi skrzydłami wykonującymi ruchy wzorowane na ruchach skrzydeł owadzich. Buduje się modele doświadczalne.
Uzyskanie siły nośnej w entomopterze jest z punktu widzenia technicznego bardzo trudne. Owady wytwarzają siłę nośną szybkimi ruchami skrzydeł, tworząc pod ich powierzchnią wiry (opływ turbulentny), natomiast we wszystkich aerodynach tworzonych przez człowieka dąży się do uzyskania opływu laminarnego. Wiry pod powierzchnią skrzydeł są zjawiskiem niebezpiecznym, jednakże jeżeli są krótkotrwałe tak jak w przypadku owadów, dają one wyjątkowo dużą siłę nośną, nieosiągalną w maszynach latających budowanych dotychczas.